# روبرت ديلونج
روبرت ديلونج (بالإنجليزية: Robert DeLong)‏ هو موسيقي وكاتب أغاني ومغن مؤلف ومغني أمريكي، ولد في 18 فبراير 1986.

## وصلات خارجية
- روبرت ديلونج على موقع ميوزك برينز (الإنجليزية)
- روبرت ديلونج على موقع أول ميوزيك (الإنجليزية)
- روبرت ديلونج على موقع ديسكوغز (الإنجليزية)